# Villalpando (Spanien)
Villalpando ist eine Kleinstadt und Hauptort einer Gemeinde (municipio) mit 1.399 Einwohnern (Stand: 2024) in der Provinz Zamora der Autonomen Gemeinschaft Kastilien-León. Die Stadt war und ist von großer geschichtlicher und kultureller Bedeutung.

## Lage
Die Kleinstadt Villalpando liegt beim Río Valderaduey in einer Höhe von etwa 690 m ü. d. M. Die Provinzhauptstadt Zamora befindet sich etwa 52 km (Fahrtstrecke) südwestlich; die Kleinstadt Toro ist knapp 50 km in südlicher Richtung entfernt. Das Klima im Winter ist durchaus kalt, im Sommer dagegen warm bis heiß; die spärlichen Regenfälle (ca. 400 mm/Jahr) fallen verteilt übers ganze Jahr.

## Bevölkerungsentwicklung
| Jahr      | 1857  | 1900  | 1950  | 2000  | 2016  |
| Einwohner | 3.223 | 3.165 | 2.777 | 1.731 | 1.528 |

Der starke Bevölkerungsrückgang ist im Wesentlichen auf die Mechanisierung der Landwirtschaft und den damit einhergehenden Verlust an Arbeitsplätzen zurückzuführen.

## Wirtschaft
Die Landwirtschaft spielte seit jeher die wichtigste Rolle für die Bevölkerung der Region; die Kleinstadt war ehemals ein bedeutender Marktort sowie ein Zentrum für Handwerk, Handel und Dienstleistungen aller Art.

## Geschichte
Villalpando wurde lange Zeit als Intercatia, die von antiken Autoren überlieferte Hauptstadt der in der Gegend siedelnden keltischen Vaccäer, angesehen – eine Hypothese, die jedoch inzwischen überholt ist. Die Gegend wurde später von Römern und Westgoten besiedelt. Im 8. Jahrhundert von den Mauren erobert, wurde das Gebiet nördlich des Duero bereits im 9. Jahrhundert von asturisch-leonesischen Heeren zurückerobert (reconquista). In einer während der Herrschaft Ramiros II. (reg. 931–951) gefertigten Urkunde findet sich erstmals die Ortsbezeichnung Villa Alpández. Ende des 10. Jahrhunderts machte der maurische Heerführer Almansor die christlichen Erfolge vorübergehend wieder zunichte, doch im 11. Jahrhundert dehnte das Königreich León sein Herrschaftsgebiet erneut bis zur Duero-Grenze aus. Im Jahr 1211 übergab König Alfons IX. (reg. 1188–1230) die bereits unter seinen Vorgängern befestigte Stadt an den Templerorden; im Jahr seines Todes vereinigte sich das Königreich León mit dem Königreich Kastilien. Im 14. Jahrhundert fiel die Stadt als Lehen an den Herzog von Frías. In den Jahren 1526 bis 1528 wurden die Söhne des französischen Königs Franz I. zeitweise als Geiseln im Alcázar der Stadt festgehalten.

## Sehenswürdigkeiten

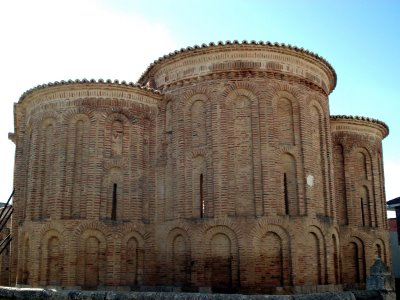
Iglesia de Santa María de Antigua

- Wahrzeichen der Stadt ist die Puerta de la Villa (oder auch Puerta de San Andrés), ein im 14. Jahrhundert aus Bruch- und Hausteinen errichtetes Stadttor mit steinernen Wappenschilden. Imposant sind die seitlich vorspringenden Rundtürme mit Schießscharten und Zinnenkranz.
- Aus dem 13. Jahrhundert stammt der im Mudéjarstil ganz aus übereinander angeordneten Ziegelstein-Blendarkaden errichtete Chor der dreischiffigen Iglesia de Santa María de Antigua. Bedauerlicherweise liegt der Rest der Kirche seit 1933 in Ruinen.[6]
- Die Kirche San Nicolás de Bari entstand im 12. Jahrhundert, wurde jedoch im 13. Jahrhundert im Mudéjarstil neu erbaut. Im 18. Jahrhundert wurde die alte Artesonado-Decke des Kirchenschiffs durch ein Gewölbe ersetzt. Im Jahr 1989 stürzte die Kirche größtenteils ein, doch wurde sie in den Jahren 1992–1996 rekonstruiert.[7]
- Die einschiffige Iglesia de San Pedro entstand ebenfalls im 12. Jahrhundert; auch sie ist ruinös – alle Fenster und Türen sind zugemauert.[8][9]
- Die im Zentrum gelegene rechteckige ca. 2000 m² große Plaza Mayor unterstreicht die einstige Größe und Bedeutung der Stadt. Auf ihr finden manchmal noch Stierkämpfe statt.
- Der im Jahr 1633 erbaute Convento de San Antonio de Padua gehört noch immer dem Klarissenorden. Ein wappengeschmücktes, insgesamt aber eher unscheinbares Renaissance-Portal führt in einen großen Innenhof.

## Wichtige Persönlichkeiten
- Gaspar de Borja y Velasco (1580–1645), Erzbischof von Sevilla (1632–1645) und Toledo (1645)